# Aneesa Ahmed
Aneesa Ahmed est une militante pour les droits des femmes. Elle est sous-ministre aux affaires des femmes des Maldives et se saisit du sujet des violences familiales, ce qui est tabou dans son pays. Après son mandat, elle crée l'association  Espoir pour les femmes et sensibilise sur les violences de la police fondées sur le sexe.
Lorsque la radio nationale des Maldives commence à parler des religieux qui prônent les mutilations génitales féminines, en tant que pratique religieuse, elle fait intervenir le gouvernement et fait des conférences sur le préjudice causé par ces mutilations.
En 2012, elle reçoit de la part du département d'État des États-Unis, le prix international de la femme de courage pour « son action courageuse et continue pour les droits des femmes ».

## Source
- (en) Cet article est partiellement ou en totalité issu de l’article de Wikipédia en anglais intitulé « Aneesa Ahmed » (voir la liste des auteurs).